# Vojnity kontra Magyarország
A Vojnity kontra Magyarország ügy az Emberi Jogok Európai Bírósága előtt zajlott, ahol a felperes Vojnity azzal érvelt, hogy a magyar bíróságok megsértették az Emberi Jogok Európai Egyezményének 8. cikkét, amely a magán- és családi élet tiszteletben tartásához való jogot deklarálja. [1]Vojnity azért perelt, mert elvált apaként korlátozták a fiával való kapcsolattartási jogát, arra hivatkozva, hogy vallási meggyőződése káros hatással lehet a gyermekre. [2]Az Emberi Jogok Európai Bírósága megállapította, hogy Magyarország megsértette Vojnity jogait, mivel a bírósági és hatósági döntések diszkriminatívak és megalapozatlanok voltak. [3]

## Tények
A kérelmező (Vojnity, a Hit Gyülekezetének tagja) 1948-ben született, jelenleg Szegeden él. 2000. június 8-án elvált feleségétől, akitől 1994-ben született fiúgyermekük. A gyermek végül az anyánál került elhelyezésre, Vojnity kapcsolattartási jogot állapított meg. [4]
A kérelmező ezt nem fogadta el és vagy a szülői felügyeleti jogának visszaállítását, vagy kapcsolattartási jogának újraszabályozását kérte a Szegedi Városi Bíróságtól. Annak ellenére, hogy a bíróság által lefolytatott vizsgálat (különös tekintettel a pszichiátriai szakvéleményekre) nem talált problémát abban, hogy az apa látogatja a gyermekét (az nem jelent különösebb megtermelést a gyermek számára), a bíróság 2003 október 13-án elutasította a kérelmet. [5]
2006 január 11-én viszont már a Szegedi Gyámhatóság azt állapította meg, hogy „az apa fia irányában tanúsított erőszakos térítő tevékenysége, valamint nem megfelelő lakhatási körülményei veszélyt jelentettek a fiú számára.” [6]
Ezután a Szegedi Városi Bíróság pszichológus szakértőt rendelt ki, aki 2006. szeptember 5-én benyújtott szakvéleményében deklarálta, hogy a „fiú érzelmileg szorosan kötődik testvéreihez és anyjához, de apjához egyáltalán nem, továbbá a kérelmező vallási fanatizmusát oly mértékben próbálta ráerőltetni a gyermekére, hogy az végső soron a gyermeknek Vojnitytől való elidegenedését okozta. [7]
2006. szeptember 12-én a Szegedi Városi Bíróság végül az idősebb bátynál helyezte el a gyermeket, de a kérelmező kapcsolattartási jogát fenntartotta a bíróság. [8] Ezek után a báty keresetet indított annak érdekében, hogy a kérelemző (Vojnity) kapcsolattartási jogát teljes mértékben vonják meg. [9]
A bíróság újból pszichológus szakértőt rendelt ki, aki 2007.szeptember 14-i szakvéleményében megállapította, hogy „a kérelmező hittérítő magatartása káros hatással van a gyermekre”, emiatt a kapcsolattartási jog teljes megvonását javasolta. [10] A bíróság a szakértő véleménye és az eset egyéb körülményei alapján hozott ítéletében véglegesen megvonta a kérelmező kapcsolattartási jogát („a kérelmező megjelenése súlyosan veszélyezteti a gyermek fejlődését és nevelését”) [11]
A kérelmező fellebezett. A Csongrád Megyei Bíróság megerősítette hogy „Vojnity irracionális világképe alkalmatlanná tette őt gyermeke felnevelésére”, s hogy a kérelmező „a kapcsolattartási jogot nem céljának megfelelően gyakorolta, … hanem annak érdekében, hogy vallási meggyőződését ráerőltesse a gyermekre.” [12]

## A kérelem

### A kérelmező érvei
A kérelmező beadványa szerint a hatóságok és bíróságok a magyar jog szerinti kevésbé korlátozó intézkedéseket nem vizsgálták meg. Másrészt a kérelmező álláspontja szerint más válás vagy különélés okán a gyermekével kapcsolatot tartani kívánó személyekhez képest – vallási meggyőződése miatt – eltérő bánásmódban részesítették. Vojnity tehát kérelmében a 8, 9 és 14.cikk sérelmét állította. [13]
Vojnity kérelmét alapvetően három fő érvre alapította. Egyfelől előterjesztésében azt állította, hogy őt az Egyezmény 8. cikkében deklarált magán és családi élet tiszteletben tartásához fűződő jog tekintetében (vagyis a gyermekeikkel a házasság felbontása vagy más okán kapcsolatot tartani kívánó emberekhez képest) a hitbeli meggyőződése miatt eltérő bánásmódban részesítették, tehát álláspontja szerint egyértelműen diszkriminatív helyzetben volt. [14] Vojnity állítása szerint azzal, hogy a magyar hatóságok és bíróságok a vallási meggyőződésére hivatkozva megvontak a kapcsolattartási jogát, nem indokolható módon beleavatkoztak a családi életébe és az ahhoz kapcsolódó Egyezményben rögzített jogba. [15]Másrészt problematizálta, hogy a Szegedi Városi Bíróság nem a gyermek érdekében (vagyis azért, hogy a fizikai, mentális, lelki integritása és fejlődése ne sérüljön) vonta meg tőle a törvény által számára biztosított kapcsolattartási jogát, hanem azért, mert a Hit Gyülekezetéhez tartozott.[16]Továbbá a kérelmező azt is állította, hogy a bíróságok döntése nem felelt meg a szükségességi-arányossági tesztnek vagyis annak, hogy ha és amennyiben rendelkezésre áll kevésbé korlátozó eszköz, akkor azt kell alkalmazni. [17]

### A kormány érvei
A Kormány beadványában elismerte, hogy valóban történt beavatkozás Vojnity családi élethez való jogába. Ugyannakor azt állította, hogy ennek megvoltak a magyar jogrendszer által lefektett törvényes alapjai. Továbbá előterjesztették azt is, hogy ezen intézkedés (beavatkozás) a gyermek mindenek felett álló érdekének érvényesülését szolgálja és mindenképpen megelőzi a szülő érdekét-. [18] Kormány beadványában tehát egyrészt arra hivatkozott, hogy (a) a családi élethez való jogba való beavatkozás szükséges és arányos volt, (b) a kapcsolattartási jog fenntartása ellentétes lenne a Gyermekek jogairól szóló egyezményben (CRC) deklarált gyermekek mindenekfelett álló érdekének elvével. [19]A Kormány továbbá a kérelmében leszögezte, hogy ,” hogy határozataik meghozatala során a hazai bíróságok nem a kérelmező vallási nézeteire, hanem kizárólag a gyermek mindenekfelett álló érdekére voltak figyelemmel. Ilyen módon a kérelmező semmilyen megkülönböztetést nem szenvedett.” . [20]

## Bíróságértékelése
Az EJEB érvelését azzal kezdte, hogy megállapította, hogy az ügy a 8.cikk hatálya alá esik, mivel egyértelműen beavatkoztak a kérelmező család élet tiszteletben tartásához való jog, mivel Vojnity a határozatig valódi és rendszeres kapcsolatot tartot a gyermekével. [21]
A Bíróság ezután a szükségességi tesztet folytatta le vagyis azt, hogy az eltérő bánásmód megengedhető volt-e. [22] 
A Bíróság első kérdése arra irányult, hogy vajon a kapcsolattartási jogot a kérelmező vallási meggyőződése okán vonták-e meg kizárólagosan? A Bíróság megjegyezte, hogy a kapcsolattartási jog megvonásakor a kérelmező vallási meggyőződését és annak a gyermekre gyakorolt lehetséges hatásait döntő tényezőként vették figyelembe. A Bíróság szerint a kizárólagosan vallási meggyőződésre alapozott különbségtétel nem elfogadható. [23] Egy másik ügyben az EJEB megállapította, hogy „ , Ezért a Bíróság nem találhatja, hogy a felhasznált eszközök és az elérni kívánt cél között észszerű arányossági kapcsolat áll fenn; ennek megfelelően megsértették a 8. cikket a 14. cikkkel együttvéve.”. [24] A Bíróság esetjoga alapján az eltérő bánásmód akkor megkülönböztető, ha nem rendelkezik „objektív és észszerű igazolással”, azaz, ha nem igazolja „törvényes cél”, és nem áll fenn „észszerű arányosság az alkalmazott eszközök, valamint az elérni kívánt cél között” [25].
Ezek után a Bíróság azt vizsgálta, hogy a törvényes cél (gyermekek egészségének és jogainak védelme)és az alkalmazott eszközök közötti arányosság megállapítható-e? [26]. A Bíróság megállapította, hogy az Egyezmény 9. cikkében lefektett jogoknak az egyén önkiteljesítésének biztosítása terén betöltött fontossága fényében, csak kivételesen és nagyon súlyos indokok fennállása esetén egyeztethető össze az Egyezménnyel. [27]A Bíróság megállapítja, hogy : a jelen ügyben valójában nincsen semmilyen konkrét arra vonatkozó bizonyíték, hogy a kérelmező vallási meggyőződése veszélyes gyakorlattal járt, vagy hogy fizikai, illetve lelki ártalmat okozott a gyermeknek. [28] A Bíróság álláspontja szerint a hatóságok és bíróságok által a probléma kezelésére választott megoldás nem elfogadható. Az EJEB korábbi döntéseire hivatkozva megjegyzi, hogy a szülői kapcsolattartási jog korlátozása vagy megvonása esetén sokkal alaposabb és körültekintőbb vizsgálatra van szükség mint például a szülői felügyeleti jog esetén, annak okán, hogy a biológai családi kapcsolatok megszüntetése lényegében a gyermek saját gyökereitől való elvágását jelenti. [29]A B v. the UK-ügyre hivatkozva a Bíróság rögzítette, hogy az említett intézkedést (kapcsolattartási jog megvonása) csak kivételes esetben lehet alkalmazni. [30] A jelen ügyben a Bíróság álláspontja szerint a Kormány nem tudott ilyen kivételes körülményeket felmutatni, amelynek okán az abszolút tilalom egyértelműen aránytalan volt. [31]

## A Bíróság döntése
Az EJEB megállapította, hogy a kérelmező családi élet tiszteletben tartásához való jogának és a vallási meggyőződéseinek közléséhez és előmozdításához való jogának korlátozása a gyermeke nevelésében törvényes célt szolgált, nevezetesen, a gyermek érdekeit. [32] Azonban megállapította, hogy a hatóságok figyelmen kívül hagyták az arányosság elvét a láthatási jogainak teljes visszavonásával. [33] Kyriaki Patsianta (az EJEB döntésével megegyezően) egyenes úgy fogalmaz, hogy a „Vojnity ügyben a szükségesség-arányosság figyelmen kívül hagyása nemcsak azt jelentette, hogy a magyar bíróságok absztrakt módon határozták meg a gyermek legjobb érdekeit, mivel nem volt meggyőző bizonyítékuk arra, hogy az igénylő vallási meggyőződése veszélyeztette volna a fiát bármilyen módon, hanem az intézkedés szigorúságára is vonatkozott, mivel nagyon korlátozó volt az apa hátrányára; kevésbé korlátozó alternatívákat nem vettek figyelembe, és nem voltak kivételes körülmények, amelyek indokolták volna egy ilyen radikális intézkedést. „[34]
Ennek okán az EJEB úgy határozott, hogy a kérelmezőt a vallási meggyőződései alapján hátrányosan megkülönböztették, amikor a családi élet tiszteletben tartásához való jogát gyakorolta, tehát az Egyezmény 8 és 14.cikkét megsértették. [35]  Továbbá annak okán, hogy Bíróság úgy véli, hogy a kérelmező bizonyos mértékű nem vagyoni kárt szenvedett, méltányossági alapon 12.500 eurós kártérítést ítél meg számára. [36]

## Az eset utóélete a Bíróság joggyakorlatában
Az eset jelentősége egyfelől az, hogy itt is rögzítésre került, hogy a szülő és gyermek egymás társaságának kölcsönös élvezete, az Emberi Jogok Európai Egyezményének 8.cikkéből (magán és családi élet tiszteletben tartásához fűződő jog) levezethető jogosultság. [37]Másfelől az, hogy a Hoffman v. Austria ügy után itt is le lett fektetve, hogy, ha nincs objektív indok a megkülönböztetésre (vagyis nem felel meg a korlátozás a szükségességi-arányossági tesztnek), akkor megsértik az EJEE 14.cikkét. [38]
A Vojnity-ügyre hivatkoztak többek között a Wetjen és mások kontra Németország ügyben is. [39]A kérelmezők – négy, a bajorországi Tizenkét Törzs egyházi közösségekhez tartozó család – olyan német családjogi bírósági határozatokat támadtak meg, amelyek részben megvonták szülői felügyeleti jogukat, és elrendelték gyermekeik gyermekotthonokban és nevelőszülőknél történő elhelyezését. (annak okán, hogy a Tizenkét Törzs egyháznál a tesi fenyítés, vesszőzés megengedett gyermeknevelési módszer volt). [40]A kérelmezők azt kifogásolták, hogy a szülői felügyeleti joguk egy részének megvonása, valamint a gyermekek és szüleik ezt követő szétválasztása aránytalan volt, és nem elegendő ténybeli alapon, hanem a Tizenkét Törzs Egyházával és vallási meggyőződésével kapcsolatos általános előítéleteken alapult.Azt kifogásolták továbbá, hogy megakadályozták őket abban, hogy gyermekeiket vallási meggyőződésüknek megfelelően neveljék, és hogy a bírósági eljárás vallási közösségük megbélyegzéséhez vezetett.Ami a családjogi bíróságok előtti alapeljárást illeti, a kérelmezők azt kifogásolták, hogy a 2013. szeptember 1-jei ideiglenes intézkedés meghozatala előtt nem hallgatták meg őket. Azt is állították, hogy a családjogi bíróságok előtti ideiglenes eljárás időtartama és az ideiglenes végzés érvényben tartásának időtartama túlságosan hosszú volt.A kérelmezők az Egyezmény 8. cikkében foglalt, a családi élet tiszteletben tartásához való jogukra hivatkoztak. Ezen túlmenően hivatkoztak az Egyezmény 8. cikkével összefüggésben a 9. és 14. cikkre, az 1. jegyzőkönyv 2. cikkére és az Egyezmény 6. cikkének 1. §-ára is. [41] A Bíróság végül arra a következtetésre jutott, hogy a német bíróságok megfelelő egyensúlyt teremtettek a szóban forgó ellentétes jogok között, és döntéseikkel nem sértették meg az EJEE-t. [42]

Továbbá megemlítendő a T.C kontra Olaszország ügy is. [43] Az ügy lényege, hogy a gyermekelhelyezési eljárások során nézeteltérés alakult ki a kérelmező, egy Jehova Tanúja (TC), és a lánya anyja között (aki a római katolikus egyház tagja), amiatt, hogy a kérelmező a kapcsolatok felbontása után aktívan bevonta lányát a Jehova Tanúinak vallási gyakorlatába, szokásaiba. Különösen az váltott ki vitát, hogy ezt a kérelmező eltitkolta az anyja elől és lányát is erre kérte. A gyermeket a római katolikus egyházban keresztelték meg, és születése óta katolikus családi és társadalmi környezetben nevelkedett. A gyermek a kérelmező otthonában vallási beszélgetésekben és imákban vett részt, és 3 éves korától 8 éves koráig Jehova Tanúi vallási szertartásain is jelen volt, amikor a hazai bíróságok elrendelték a kérelmezőnek, hogy tartózkodjon attól, hogy aktívan bevonja lányát vallási gyakorlatába. Továbbra is lehetősége volt, hogy megossza hitét a lányával. [44] Az ügyben végül a bíróság (5-2 arányban) megállapította, hogy nem történt egyezménysértés. [45] Paczolay és Felici bírók viszont különvéleményt[46] fogalmaztak meg a többségi döntéssel szemben” A többség csak azért különböztette meg a jelenlegi ügyet a Vojnity ügytől, mert az előbbi esetben a kérelmező látogatási jogai teljes tilalom alatt álltak, míg a jelenlegi kérelmezőnek a felügyeleti és látogatási jogait a korlátozás nem érintette....Valójában ugyanakkor az a kérdés, hogy a hazai bíróságok döntéseiket a kérelmező vallási meggyőződésére alapították-e. Más szóval, nem számít, hogy a felügyeleti és látogatási jogokat mennyire és közvetlenül érintettek; az eltérő bánásmód diszkriminatív, ha nincs legitim cél vagy ha nincs logikai összefüggés a felhasznált eszközök és a kívánt célok között.” [47]